# Nicola Legrottaglie
Nicola Legrottaglie, född 20 oktober 1976 i Gioia del Colle, Bari, är en italiensk före detta fotbollsspelare (mittback). Han spelade tidigare för det italienska fotbollslandslaget.